# Деренковець
Деренкове́ць (Деренківець) — село в Україні, у Черкаському районі Черкаської області, підпорядковане Набутівській сільській громаді. Населення становить 1780 осіб.

## Географія
Знаходиться на березі річки Рось. На околиці села бере початок річка Фоса.

## Історія
В часи України-Русі на місці Деренковця можливо існувало городище в урочищі Горобичине. Адже там на полях Горобинчиного часто виорюють гончарні вироби тих часів. Це поселення хибно називають Двереном. Адже Дверен - це городище на території сучасного Набутова. Після монголо-татарського погрому середини ХІІІ ст. жителі Дверена перселилися в урочищі Броди, де було збудоване укріплення. Нове поселення назвали Деренківець. Жителі села займалися землеробством і тваринництвом та вирощували ягоди дерену (кизилу). Ягоди сушили, як ліки, а з деревини виготовляли різні держаки, кору використовували для фарбування тканин.
За описом Канівського замку 1552 р. на місці Деренковця був уход Соркланове. Він належав Києво-Пустинському монастирю і мав 2 пасіки.
Під час Національно-визвольної війни за реєстром 1649 р. в Деренковці знаходилася Ярутина сотня у якій було приписано 108 козаків. У першій половині січня 1654 року для присяги московському царю у місто Деренковець, був посланий князь Федір Барятинський.
Тут присягу склали: 1 сотник, 1 сотенний отаман, 1 сотенний осавул, 179 козаків, 17 міщан.
4 лютого 1920 року через Деренковець під час Зимового походу проходив Кінний полк Чорних Запорожців Армії УНР. За спогадами командира полку Петра Дяченка «селяни… були озброєні. Мали досить рушниць, кулеметів… Між собою пов'язані телефоном. Усе це велось під прапором Самостійної України. Полк щиро вітали і запрошували до хат. Радісно було чути й бачити працю національно свідомих людей».
В ході Корсунь-Шевченківської операції, бої за село тривали з 6 по 11 лютого 1944 року, за участю військ 52-ї армії 2-го Українського фронту. 

## Населення
Згідно з переписом УРСР 1989 року чисельність наявного населення села становила 2219 осіб, з яких 917 чоловіків та 1302 жінки.
За переписом населення України 2001 року в селі мешкало 1778 осіб.

### Мова
Розподіл населення за рідною мовою за даними перепису 2001 року:
| Мова       | Відсоток |
| ---------- | -------- |
| українська | 98,03 %  |
| російська  | 1,69 %   |
| молдовська | 0,22 %   |
| білоруська | 0,06 %   |

## Відомі люди
- Крижанівський Володимир Прокопович (*1947) — доктор історичних наук (1992), професор (1994). Відмінник освіти України (2000), Заслужений працівник освіти України (2008).
- Лілія Павлівна Шитова[8] (*1930) - заслужений працівник культури України, член Національної Спілки журналістів України, багаторічний редактор обласної газети «Черкаська правда» (нині — «Черкаський край»)
- Антонюк Валерій Юрійович (*1979) — український композитор, піаніст, мультиінструменталіст, естрадний співак, поет. Син заслуженої артистки України Валентини Антонюк. Член Національної спілки композиторів України (2004), BMI (США, 2007) та MCPS (Велика Британія, 2008). Лауреат Міжнародного конкурсу імені С. С. Прокоф'єва «Україна-2000»; премій ім. Л. М. Ревуцького (2010) та Б. М. Лятошинського (2018) за композиторську творчість.